# 永瀨匡
匡（日语：／ Tasuku，1993年1月22日—），原名足立匡（日语：／ Adachi Tasuku，1993年1月22日—，是日本鳥取縣境港市出身的演員。於2018年8月31日離開研音，9月成為自由藝人。

## 來歷
- 以本名加入前關西小傑尼斯組合「OSSaN（日语：ジャニーズJr.解散グループ_(2000年以降)#OSSaN）」，曾在2008年作為成員之一參加公演。
- 2011年9月在《櫻蘭高校男公關部》中以演員身分正式出道。 10月也作為常規角色參與了連續電視劇《怪盜Royale》的演出。
- 2013年，在特別劇《假面騎士Wizard》中飾演仁藤攻介／假面騎士Beast。
- 2015年，首次在電影裡擔當主演 - 《Zutaboro（日语：ズタボロ）》。
- 2018年6月，於Instagram中宣布與模特兒岩本Lyla結婚。同年8月31日，離開所屬事務所研音。正式宣布將以自由身分活動。
- 2019年2月，長女出生。2020年2月，長子出生。
- 2020年11月30日，於Instagram和Twitter上宣布把藝名從「永瀬匡」更改成「匡」。

## 人物
- 以藝能界做為目標的契機是，觀看了電影《末代武士》之後，覺得演戲很有趣。
- 興趣是聽音樂、唱歌、英語會話。特技是跳舞、籃球。
- 不是很喜歡卡士達。

## 演出作品

### 電視劇
| 年份   | 名稱                           | 角色                                      | 製作公司   | 其他備註  |  |
| ------ | ------------------------------ | ----------------------------------------- | ---------- | --------- |  |
| 2011年 | 櫻蘭高校男公關部               | 小松澤明                                  | TBS        | 第9、10集 |  |
| 2011年 | 怪盜Royale                     | 小杉涼太                                  | TBS        |           |  |
| 2012年 | 戀愛Neet～忘記了的戀愛開始方法 | 山田拓也                                  | TBS        |           |  |
| 2012年 | 放學後再推理                   | 足立駿介                                  | TBS        | 第1、2集  |  |
| 2012年 | 惡之教典－序章－               | 鳴瀬修平                                  | BeeTV      |           |  |
| 2013年 | 假面騎士Wizard                 | 仁藤攻介／假面騎士Beast（聲演）           | 朝日電視台 |           |  |
| 2013年 | 八重之櫻                       | 青木榮二郎                                | NHK        |           |  |
| 2014年 | 不幸小姐                       | 片岡大介                                  | NHK BS     |           |  |
| 2014年 | 社長不是人                     | 工藤亮介                                  | 關西電視台 |           |  |
| 2015年 | 搶救拿破崙之村                 | 牛山紋二                                  | TBS        |           |  |
| 2018年 | 假面騎士ZI-O                   | 仁藤攻介／假面騎士Beast（聲演）(友情出演) | 朝日電視台 | 第7、8集  |  |

### 電影
| 年份   | 名稱                                                      | 角色                            | 製作公司 |
| ------ | --------------------------------------------------------- | ------------------------------- | -------- |
| 2012年 | 惡之教典                                                  | 鳴瀨修平                        | 東寶     |
| 2012年 | 假面騎士×假面騎士 Wizard & Fourze MOVIE大戰Ultimatum      | 假面騎士Beast（聲演）           | 東映     |
| 2013年 | ユダ                                                      | 大輔                            | Is.Field |
| 2013年 | 假面騎士×超級戰隊×宇宙刑事 超級英雄大戰Z                  | 仁藤攻介／假面騎士Beast（聲演） | 東映     |
| 2013年 | 假面騎士Wizard in Magic Land                              | 仁藤攻介／假面騎士Beast（聲演） | 東映     |
| 2013年 | 假面騎士×假面騎士 鎧武 & Wizard 天下決勝之戰國MOVIE大合戰 | 仁藤攻介／假面騎士Beast（聲演） | 東映     |
| 2014年 | 只要妳說妳愛我                                            | 中西健志                        | 松竹     |

## 外部連結
- 官方网站 （日語）
- 研音事務所網站內的個人資料 （日語）
- 永瀨匡官方日志 Powered by Ameba （页面存档备份，存于） （日語）
- 永瀨匡的Instagram帳戶
- 永瀨匡的X（前Twitter）
- 永瀨匡在互联网电影资料库（IMDb）上的資料（英文）